# Aleksander Waleriańczyk
Aleksander Walerianczyk (né le 1er septembre 1982 à Cracovie) est un spécialiste du saut en hauteur polonais. Il mesure 1,95 m pour 78 kg.

## Biographie
Son record personnel date du 20 juillet 2003 avec 2,36 m aux Championnats d'Europe espoirs à Bydgoszcz qu'il a remportés. Ce saut constitue la meilleure performance mondiale de la saison 2003. En salle, il a réalisé 2,30 m en 2007. 

## Palmarès
| Date | Compétition                    | Lieu       | Résultat | Marque |
| ---- | ------------------------------ | ---------- | -------- | ------ |
| 2003 | Championnats d'Europe espoirs  | Bydgoszcz  | 1er      | 2,36 m |
| 2003 | Championnats du monde          | Paris      | 10e      | 2,25 m |
| 2005 | Universiade                    | Izmir      | 1er      | 2,30 m |
| 2007 | Championnats d'Europe en salle | Birmingham | 5e       | 2,20 m |
| 2007 | Jeux mondiaux militaires       | Hyderabad  | 2e       | 2,26 m |

## Records
| Épreuve         | Épreuve      | Performance | Lieu       | Date            |
| --------------- | ------------ | ----------- | ---------- | --------------- |
| Saut en hauteur | En plein air | 2,36 m      | Bydgoszcz  | 20 juillet 2003 |
| Saut en hauteur | En salle     | 2,30 m      | Birmingham | 3 mars 2007     |